# Классическая борьба на летней Спартакиаде народов СССР 1983
Соревнования по классической борьбе на VIII летней Спартакиаде народов СССР проходили с 24 по 28 июля 1983 года в Москве. Параллельно был проведён 52-й чемпионат СССР по классической борьбе.

## Медалисты
| Весовая категория            | Золото                                         | Серебро                                         | Бронза                                          |
| ---------------------------- | ---------------------------------------------- | ----------------------------------------------- | ----------------------------------------------- |
| До 48 кг Наилегчайший вес    | Виктор Савчук «Буревестник» (Москва)           | Темо Казарашвили Вооружённые Силы (Тбилиси)     | Махяддин Аллахвердиев Вооружённые Силы (Баку)   |
| До 52 кг Легчайший вес       | Бенур Пашаян «Динамо» (Арташат)                | Сергей Дюдяев «Трудовые резервы» (Новочеркасск) | Павел Чижаев Вооружённые Силы (Киев)            |
| До 57 кг Полулёгкий вес      | Камиль Фаткулин «Динамо» (Ташкент)             | Виктор Пивоваров Вооружённые Силы (Москва)      | Манвел Саградян «Трудовые резервы» (Ленинакан)  |
| До 62 кг Лёгкий вес          | Рафаил Насибулов «Динамо» (Саранск)            | Камандар Маджидов «Буревестник» (Минск)         | Владимир Свиридов «Буревестник» (Москва)        |
| До 68 кг 1-й полусредний вес | Манвел Апикян «Трудовые резервы» (Ленинакан)   | Геннадий Ермилов «Динамо» (Ростов-на-Дону)      | Михаил Прокудин «Динамо» (Минск)                |
| До 74 кг 2-й полусредний вес | Михаил Мамиашвили Вооружённые Силы (Москва)    | Александр Козовский Вооруженные Силы (Гомель)   | Владимир Арсеньев Вооруженные Силы (Киев)       |
| До 82 кг 1-й средний вес     | Геннадий Корбан Вооружённые Силы (Москва)      | Александр Баранов «Трудовые резервы» (Ташкент)  | Теймураз Апхазава «Динамо» (Кутаиси)            |
| До 90 кг 2-й средний вес     | Валерий Жданов «Динамо» (Ворошиловград)        | Игорь Каныгин «Динамо» (Витебск)                | Заури Иваношвили «Колмеурне» (Марткопи)         |
| До 100 кг Полутяжёлый вес    | Николай Балбошин «Динамо» (Москва)             | Михаил Саладзе «Динамо» (Тбилиси)               | Александр Дубровский «Трудовые резервы» (Минск) |
| Свыше 100 кг Тяжёлый вес     | Автандил Майсурадзе Вооружённые Силы (Тбилиси) | Евгений Артюхин Вооружённые Силы (Москва)       | Иван Карапетян «Динамо» (Баку)                  |

## Командный зачёт
| Команда             | Золото | Серебро | Бронза | Всего |
| ------------------- | ------ | ------- | ------ | ----- |
| Москва              | 4      | 2       | 1      | 7     |
| Армянская ССР       | 2      |         | 1      | 3     |
| Грузинская ССР      | 1      | 2       | 2      | 5     |
| РСФСР               | 1      | 2       |        | 3     |
| Узбекская ССР       | 1      | 1       |        | 2     |
| Украинская ССР      | 1      |         | 2      | 3     |
| Белорусская ССР     |        | 3       | 2      | 5     |
| Азербайджанская ССР |        |         | 2      | 2     |
| Всего               | 10     | 10      | 10     | 30    |